# Бамматгереев, Муслим Зиявдинович
Муслим Зиявдинович Бамматгереев (15 января 1996, с. Костек, Хасавюртовский район, Дагестан, Россия) — российский футболист, полузащитник.

## Карьера
Родился в селе Костек Хасавюртовского района. Является воспитанником хасавюртовской школы имени Гаджи Гаджиева «Победа-1», тренер Шамиль Арсланбекович Абуев. Воспитанник дагестанского футбола. Начинал свою карьеру в любительских клубах. В 2017 году переехал в Армению, где выступал за команды первой лиги «Эребуни», «Арцах» и «Ван». Вместе с последним коллективом Бамматгереев добился права повышения в классе. В армянской Премьер-лиге хавбек дебютировал 15 августа 2020 года в матче первого тура против «Гандзасара» (2:1).
В начале июля 2023 года перешёл в «Новосибирск», где затем выступал до лета 2024 года: забил 1 мяч и сделал 5 голевых передач в 38 поединках первенства (включая переходные); после чего пополнил состав «Чайки». По итогам сезона 2024/25 перебрался в ивановский «Текстильщик» из «золотой группы» второй лиги. Дебютировал за красно-черных 20 июля в стартовом матче сезона против «Тюмени» (2:1).

## Достижения
- Победитель первой лиги Армении: 2019/20.